# Cercopithecus preussi
El cercopiteco de Preuss (Cercopithecus preussi) es una especie de primate catarrino perteneciente a la familia Cercopithecidae. Es un animal diurno y terrestre que habita en bosques de hasta las 2500 m s. n. m. al oriente de Nigeria, occidente de Camerún y la isla Bioko en Guinea Ecuatorial. Algunos autores lo clasifican como subespecie del cercopiteco de L'Hoest (Cercopithecus lhoesti). 
Habita en las montañas de su área de distribución. Se encuentra normalmente por encima de los 800 metros en el bosque de montaña, sin embargo, en elevaciones menores, este mono es reemplazado por el mono de nariz blanca (Cercopithecus nictitans). En la Caldera, sin embargo, el Programa de Protección de la Biodiversidad de Bioko registró encuentros con estos primates a una altitud de 450 metros.

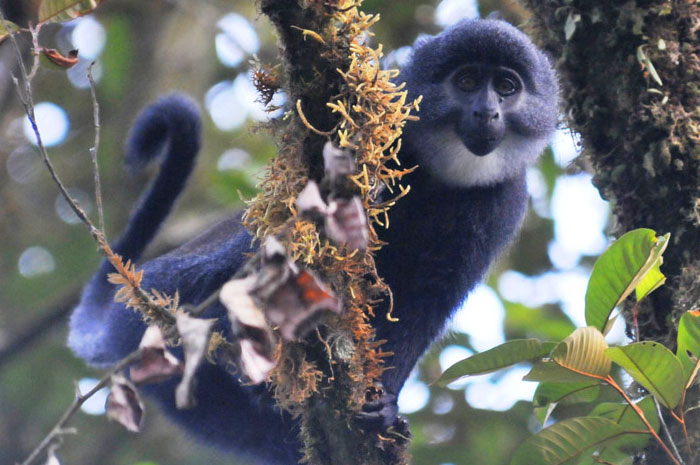
Mono de Preuss.

Se alimenta primordialmente de frutas, hojas e insectos; sin embargo, en ocasiones incursionan en cultivo. Tiene una coloración gris oscura con la barbilla blanca y tiene una pechera peluda debajo de la cara y una cola larga enrollada. Los machos adultos tienen el escroto de color azul. La especie pesa hasta 10 kg. Los grupos se integran por un macho adulto, algunas hembras y jóvenes de ambos sexos, con un promedio de 17 animales por grupo. Las hembras dan a luz una sola cría alrededor de una vez cada 3 años. Alcanzan la edad adulta a los cuatro años y viven en promedio 31 años.
El cercopiteco de Preuss está incluido en la Lista Roja de la UICN como especie en peligro de extinción, debido a la pérdida de su hábitat. Es una de las especies que habita en el Hotspot de biodiversidad de los bosques de Guinea en África Occidental. Solía ser el mono más común en el Pico Basilé, pero hay considerables evidencias de que su número se ha visto reducido considerablemente durante la pasada década (2000-2010).
Existen dos subespecies de cercopiteco de Preuss:
- Cercopithecus preussi preussi
- Cercopithecus preussi insularis